# Elymus formosanus
Elymus formosanus là một loài thực vật có hoa trong họ Hòa thảo. Loài này được (Honda) Á.Löve mô tả khoa học đầu tiên năm 1984.